# Zhang Binbin
Pour les articles homonymes, voir Zhang.
Zhang Binbin est une tireuse sportive chinoise née le 23 février 1989. Elle a remporté la médaille d'argent en carabine à 50 m 3 positions aux Jeux olympiques d'été de 2016 à Rio de Janeiro.